# Csehszlovák Jégkorongliga
A Csehszlovák Jégkorongliga Csehszlovákia első osztályú jégkorongbajnoksága volt. A ligát 1936-ban alapították, ami Csehszlovákia felbomlásakor 1993-ban szűnt meg.

## Története

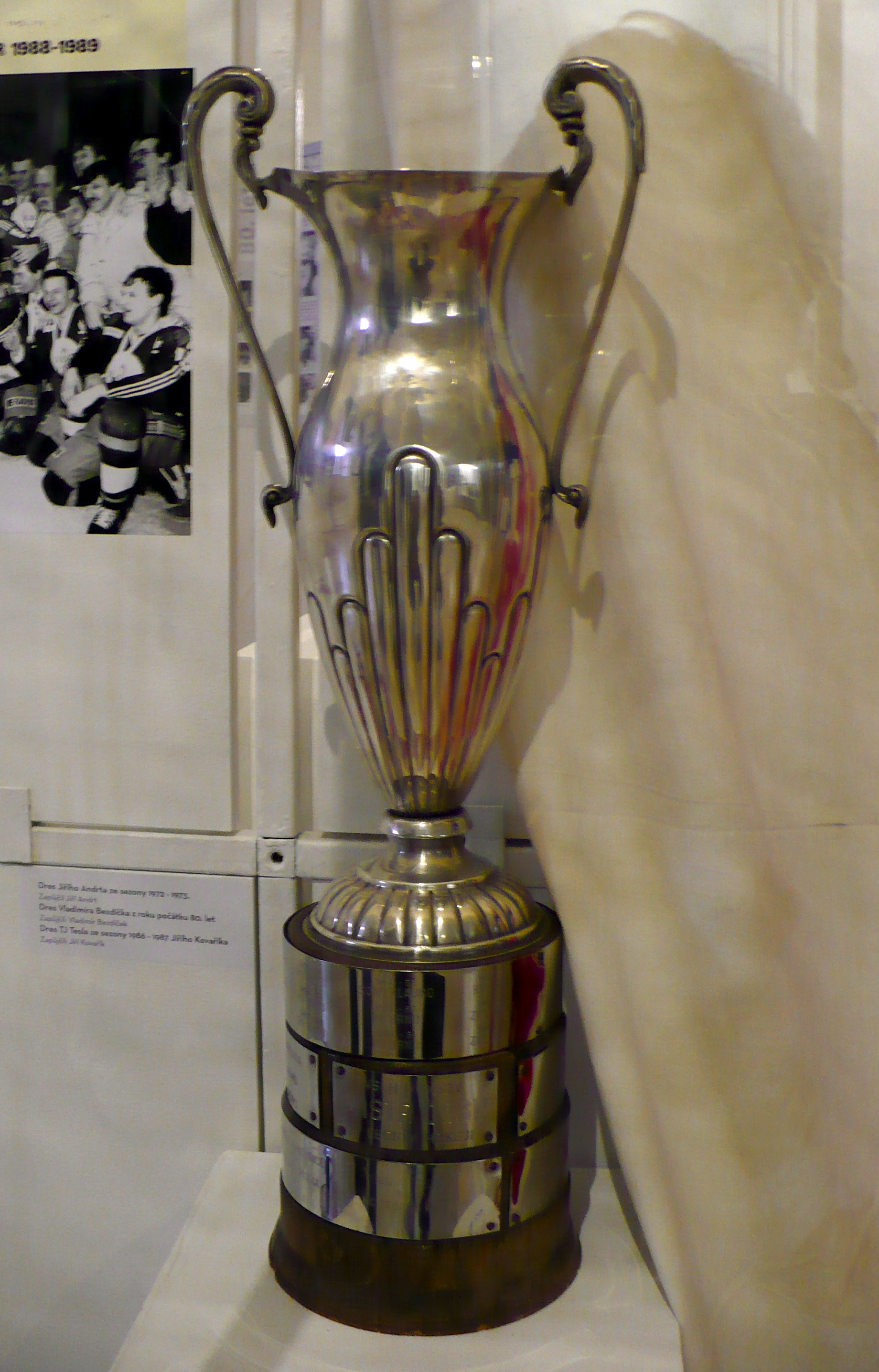
A csehszlovák bajnoknak járó Szövetségi kupa

### Korábban használt nevek
| Időszak   | Név                         |
| --------- | --------------------------- |
| 1936-1938 | Státní liga                 |
| 1938-1945 | Szünetelt a liga            |
| 1945-1949 | Státní liga                 |
| 1949-1951 | Celostátní mistrovství      |
| 1951-1956 | Mistrovství republiky       |
| 1956-1968 | 1. liga                     |
| 1968-1993 | 1. Celostátní hokejová liga |

## Bajnokok
- 1936–37 – LTC Praha
- 1937–38 – LTC Praha
- 1945–46 – LTC Praha
- 1946–47 – LTC Praha
- 1947–48 – LTC Praha
- 1948–49 – LTC Praha
- 1949–50 – HC ATK Praha
- 1950–51 – České Budějovice
- 1951–52 – Baník Vítkovice
- 1952–53 – Spartak Praha Sokolovo
- 1953–54 – Spartak Praha Sokolovo
- 1954–55 – Rudá hvězda Brno
- 1955–56 – Rudá hvězda Brno
- 1956–57 – Rudá hvězda Brno
- 1957–58 – Rudá hvězda Brno
- 1958–59 – Sokol Kladno
- 1959–60 – Rudá hvězda Brno
- 1960–61 – Rudá hvězda Brno
- 1961–62 – ZKL Brno
- 1962–63 – ZKL Brno
- 1963–64 – ZKL Brno
- 1964–65 – ZKL Brno
- 1965–66 – ZKL Brno
- 1966–67 – HC Dukla Jihlava
- 1967–68 – HC Dukla Jihlava

- 1968–69 – HC Dukla Jihlava
- 1969–70 – HC Dukla Jihlava
- 1970–71 – HC Dukla Jihlava
- 1971–72 – HC Dukla Jihlava
- 1972–73 – Tesla Pardubice
- 1973–74 – HC Dukla Jihlava
- 1974–75 – Sokol Kladno
- 1975–76 – Sokol Kladno
- 1976–77 – Poldi SONP Kladno
- 1977–78 – Poldi SONP Kladno
- 1978–79 – Slovan Bratislava
- 1979–80 – Poldi SONP Kladno
- 1980–81 – TJ Vítkovice
- 1981–82 – HC Dukla Jihlava
- 1982–83 – HC Dukla Jihlava
- 1983–84 – HC Dukla Jihlava
- 1984–85 – HC Dukla Jihlava
- 1985–86 – TJ VSŽ Košice
- 1986–87 – Tesla Pardubice
- 1987–88 – TJ VSŽ Košice
- 1988–89 – Tesla Pardubice
- 1989–90 – HC Sparta Praha
- 1990–91 – HC Dukla Jihlava
- 1991–92 – Dukla Trenčín
- 1992–93 – HC Sparta Praha